# Daoud Aoulad-Syad
Daoud Aoulad-Syad (in arabo داوود اولاد السيد‎?, Dāwūd Awlād al-Siyad; Marrakech, 1953) è un regista, produttore cinematografico e fotografo marocchino.

## Biografia
Studia presso La Fémis a Parigi. Inizia la sua carriera come fotografo. Nel 1988 esordisce alla regia di un lungometraggio con Adieu Forain, vincitore di premi a Casablanca e Montpellier. A partire dal 1989 si dedica alla produzione di cortometraggi e documentari. Seguono Le cheval de vent, presentato a Festival Internazionale del Cinema di San Sebastián nel 2003; Tarfaya, selezionato in Competizione Ufficiale a San Sebastián nel 2004; En Attendant Pasolini, Miglior Film Arabo al Festival del Cairo nel 2007.

## Filmografia
- Mémoire ocre - documentario (1989)
- Entre l’absence et l'oubli - cortometraggio (1993)
- Bye-Bye Souirty (1998)
- Aoud rih (2001)
- Tarfaya (2004)
- La mosquée (A Jamaâ) (2010)
- Fi intidar Pasolini (2012)
- Klam Essahra (2018)
- Le Lac bleu (2024)

## Fonti
- Pagina del regista sul sito del Festival del cinema africano, d'Asia e America Latina di Milano (fonte per la prima revisione della voce).